# 대한민국-폴란드 관계
대한민국-폴란드 관계는 대한민국과 폴란드 사이의 관계를 말한다.

## 역사
대한민국과 폴란드는 20세기 초, 양국 모두 외세의 지배를 받고 있을 때 처음으로 접촉을 했다. 당시 폴란드는 오스트리아-헝가리 제국, 독일 제국과 러시아 제국으로 분할되어 있었고, 대한민국은 일본 제국의 지배 하에 있었다. 양국은 서로 비슷한 탄압을 겪으면서 한국인들은 폴란드인에 격한 공감을 표했고, 폴란드인들은 대한민국의 3·1 운동을 보고 "아시아의 폴란드인"이라고 비유했다. 두 나라는 이렇게 알게 모르게 공통점을 많이 가지고 있었다.
제2차 세계 대전의 결과로 폴란드와 북한은 모두 소련에 점령되어, 두 나라 모두에 공산 정권이 세워졌다. 그 결과 폴란드에는 폴란드 인민공화국이, 북한에는 조선민주주의인민공화국이 수립되었다. 폴란드가 공산권 국가였기에 대한민국은 폴란드와 외교 관계를 수립하지 않았다. 폴란드를 접촉할 기회는 중립국 감독위원회에서 뿐이였다. 냉전 동안 폴란드는 같은 공산권이었던 북한을 지원하여 대한민국에 대항했으나, 소련이 붕괴되기 1년 전에 폴란드 공산 정권이 무너지면서 1990년 대한민국과 폴란드는 공식적으로 외교 관계를 수립했다.

## 현재

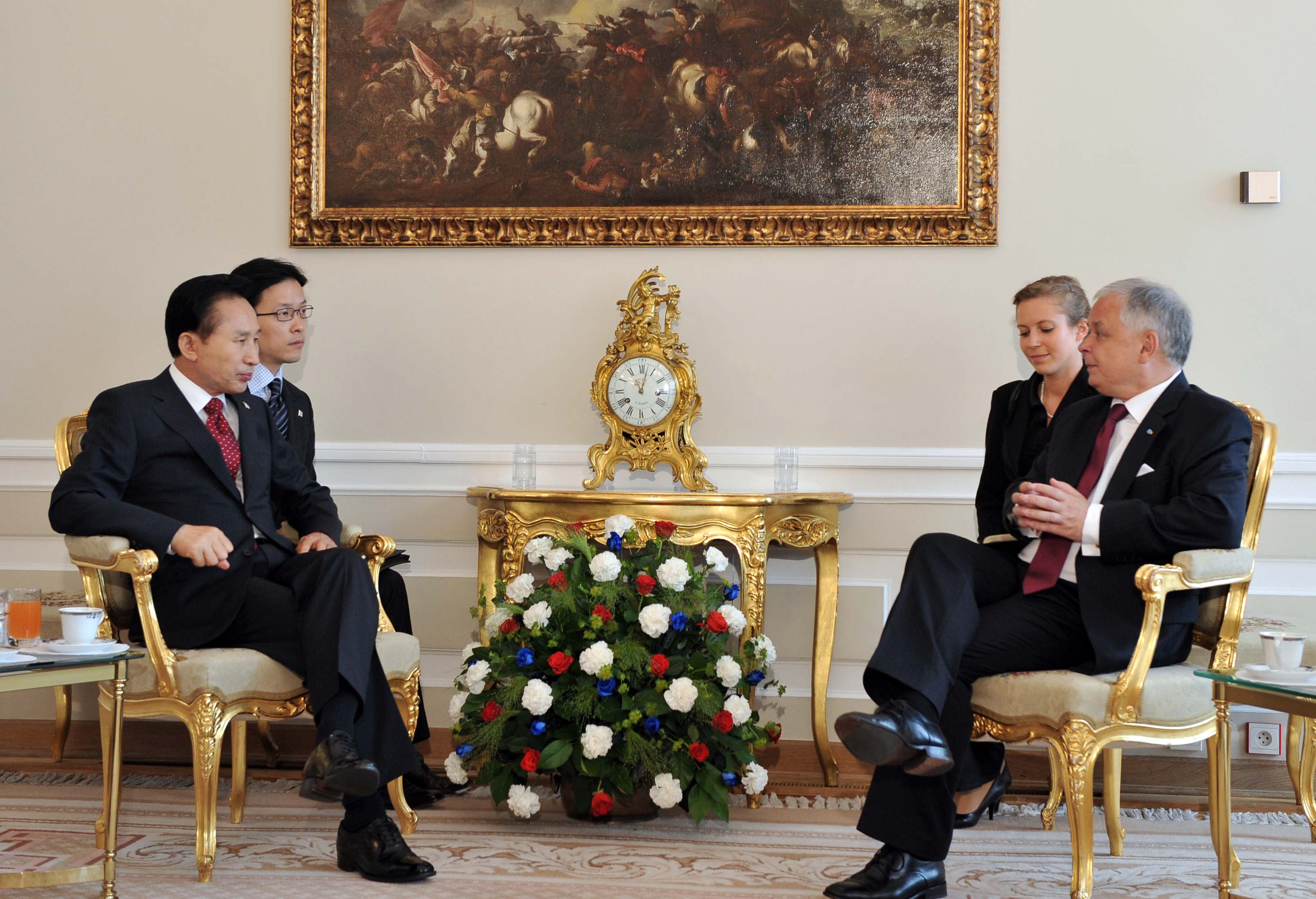
2009년 대한민국의 대통령 이명박과 폴란드의 대통령 레흐 카친스키가 폴란드 바르샤바에 모여 이야기를 나누고 있다.

냉전 종식 후 폴란드와 대한민국의 관계는 매우 좋아져 2013년 코모로프스키 대통령이 한국을 방문하였을 때 전략적 동반국 관계로 격상하는 것을 합의하였다. 대한민국은 폴란드와의 좋은 관계를 위해 폴란드에 공식적으로 4억 5000만 달러의 경제 원조를 대출하여, 폴란드에 경제 원조를 대출한 최초의 아시아 국가가 되었다. 대한민국의 김형진 외교부 차관은 폴란드를 가장 훌륭하고 영향력 있는 국가 중 하나로 꼽았다.
양국의 우호적인 관계에 대한민국의 폴란드 투자는 지속적으로 증가하고 있으며, 폴란드는 대한민국의 네트워크 기술과 이동 통신 기술의 주요 소비자이다. 2018년, 안제이 두다 폴란드 대통령은 남과 북의 평화로운 통일을 목표로 하는 국제 연합 주도의 "한국 이니셔티브"를 지원하기 희망한다고 언급했다. 폴란드는 또한 비셰그라드 그룹의 일원 중 한 국가이며, 한국-비셰그라드 그룹 간 협력을 촉진시키기도 한다.
물론 아직 이스라엘과 슬로베니아랑 다르게, 지금 독도 분쟁에 대한 공식적인 답변은 없지만, 얼마전에 폴란드 제품에 달려 있던 욱일기 깃발을 삭제해 달라는 대한민국의 독도단체 "반크"의 항의 청원을 흔쾌히 수락하여 폴란드 제품 안에 들어 있던 욱일기 깃발을 대거 삭제해서 일본 혐한 단체들이 반발한 적이 있다. 대체적으로 비슷한 과거사에 대한 동정과, 2차대전 시절 자신들을 무분별하게 학살하던 나치 독일의 당시 동맹국이 일본이였고, 냉전 시절 자신들의 폴란드 민족을 괴롭히던 소련의 우방국이 중국이라는 사실에 바탕하여, 독도를 한국령이라 단독 표기해주는 이스라엘과 슬로베니아 다음으로, 전 세계에서 한국을 가장 많이 선호하는 친한파 국가 중 하나로 꼽힌다.
두 국가는 국방 및 방산 분야에서 협력을 강화하고 있는 추세이다. 양 국가는 대사관에 국방 무관을 파견하고 있기도 하다. 러시아의 우크라이나 침공이 발생하면서 인접국 폴란드도 국가안보적 위기를 느끼게 되었고, 이는 폴란드 군의 현대화 사업으로 이어진다. 기존의 노후 장비 대체 및 신형 무기를 대거 구매하는 과정에서 대한민국으로부터 무기를 대거 구입하며, 방산 분야에서도 관계를 발전시키고 있다.

## 대사관
- 대한민국의 주폴란드 대한민국 대사관은 바르샤바에, 명예 영사관은 브로츠와프에 위치해 있다.[15]
- 폴란드의 주한 폴란드 대사관은 서울에, 명예 영사관은 대구에 두고 있다.[16]

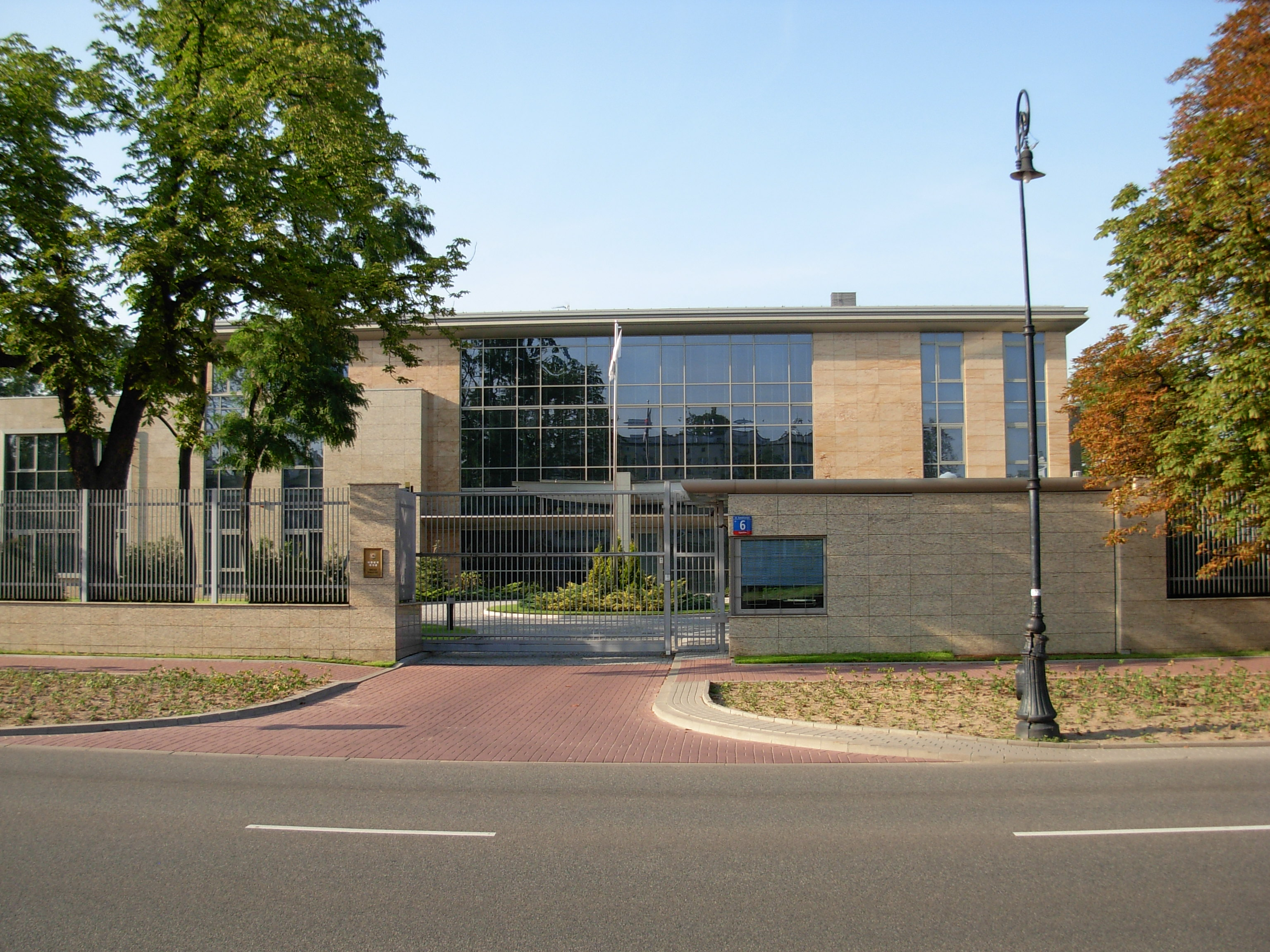
바르샤바에 위치한 주폴란드 대한민국 대사관.
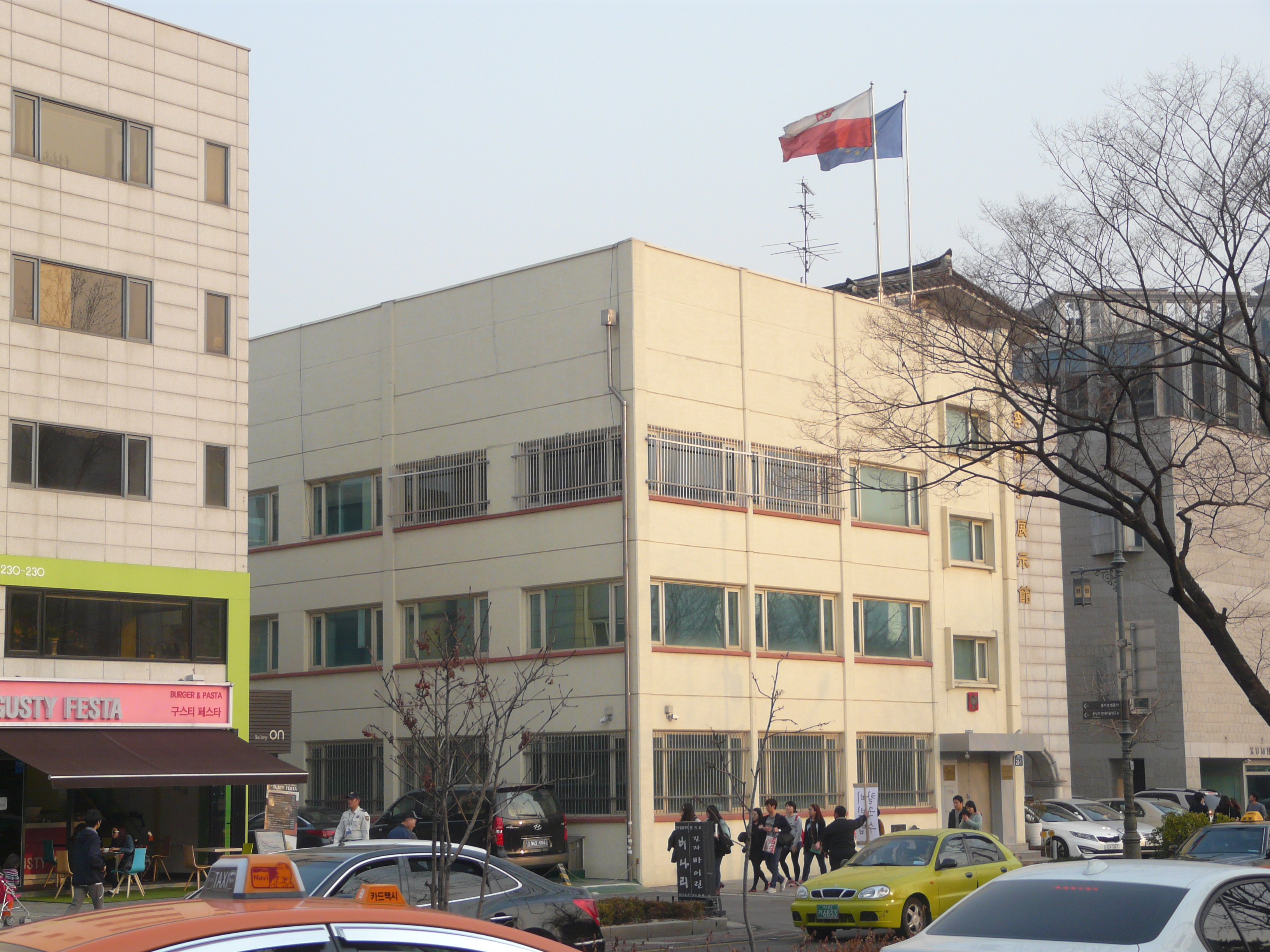
서울에 위치한 주한 폴란드 대사관.

## 같이 보기
- 폴란드의 대외 관계
- 대한민국의 대외 관계